# Moura Ribeiro
Paulo Dias de Moura Ribeiro GOMM (Santos, 28 de setembro de 1953) é um magistrado e professor brasileiro, atual ministro do Superior Tribunal de Justiça (STJ).

## Carreira
Moura Ribeiro formou-se em direito pela Universidade Católica de Santos em 1976. Concluiu o mestrado em 2000 e o doutorado em 2003, pela Pontifícia Universidade Católica de São Paulo e sob a orientação do professor José Manoel de Arruda Alvim Netto.
Atuou como advogado desde 1977 até 1983, quando ingressou na carreira da magistratura paulista como juiz de direito. Foi promovido a desembargador do Tribunal de Justiça do Estado de São Paulo em 2005.
Em 2013, foi nomeado ministro do Superior Tribunal de Justiça, em vaga destinada a membro de Tribunal de Justiça estadual.
Em 9 de maio de 2014, foi agraciado com a grã-cruz da Ordem do Ipiranga pelo Governo do Estado de São Paulo. Em março de 2023, foi admitido pelo presidente Luiz Inácio Lula da Silva à Ordem do Mérito Militar no grau de Grande-Oficial especial.